# GE AC4400CW
La GE AC4400CW es una locomotora diésel-eléctrica de 3.300 MW (4.400 hp) construida por GE Transportation Systems entre 1993 y 2004. Es similar a la Dash 9-44CW, pero utiliza motores de tracción de corriente alterna en lugar de corriente continua, con un inversor separado para cada motor. Se produjeron en total 2.598 ejemplares para los ferrocarriles de Estados Unidos. Como consecuencia de requerimiento más estrictos para el control de emisiones que entraron en efecto a partir del 1° de enero de 2005 en Estados Unidos,  la AC4400CW fue reemplazada por la GE ES44AC.
A partir de 2005, todos los ferrocarriles Clase 1, con la excepción de Norfolk Southern y Canadian National posee al menos un AC4400CW. Este modelo ganó rápidamente una reputación como un potente remolcador de trenes de carga, especialmente con trenes pesados.
La AC4400CW fue la primera locomotora de GE en ofrecer el diseño de boje auto direccionable, pensado para incrementar la adherencia y reducir el desgaste de los rieles. Esta opción era especificada por el Canadian Pacific, Cartier Railway, CSX, Ferromex, Ferrosur y KCS.

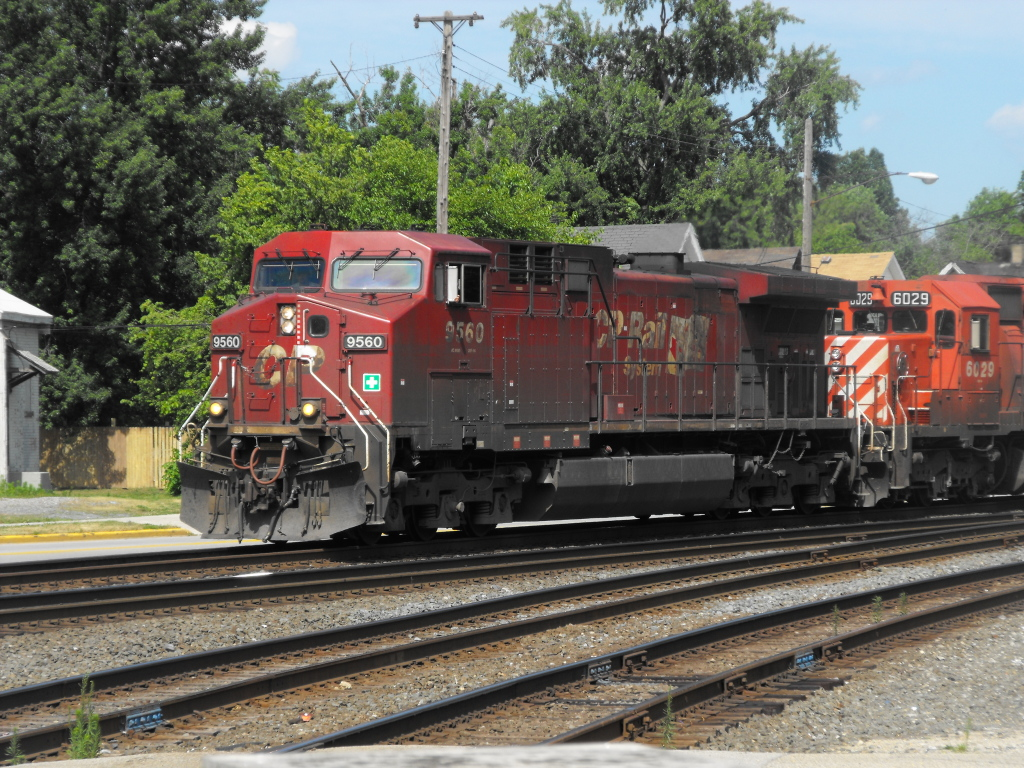
Las CP AC4400CW N° 9560 y CP SD40-2 N° 6029 apuntan al oeste en dirección a la playa Elkhart del NS, 2009.

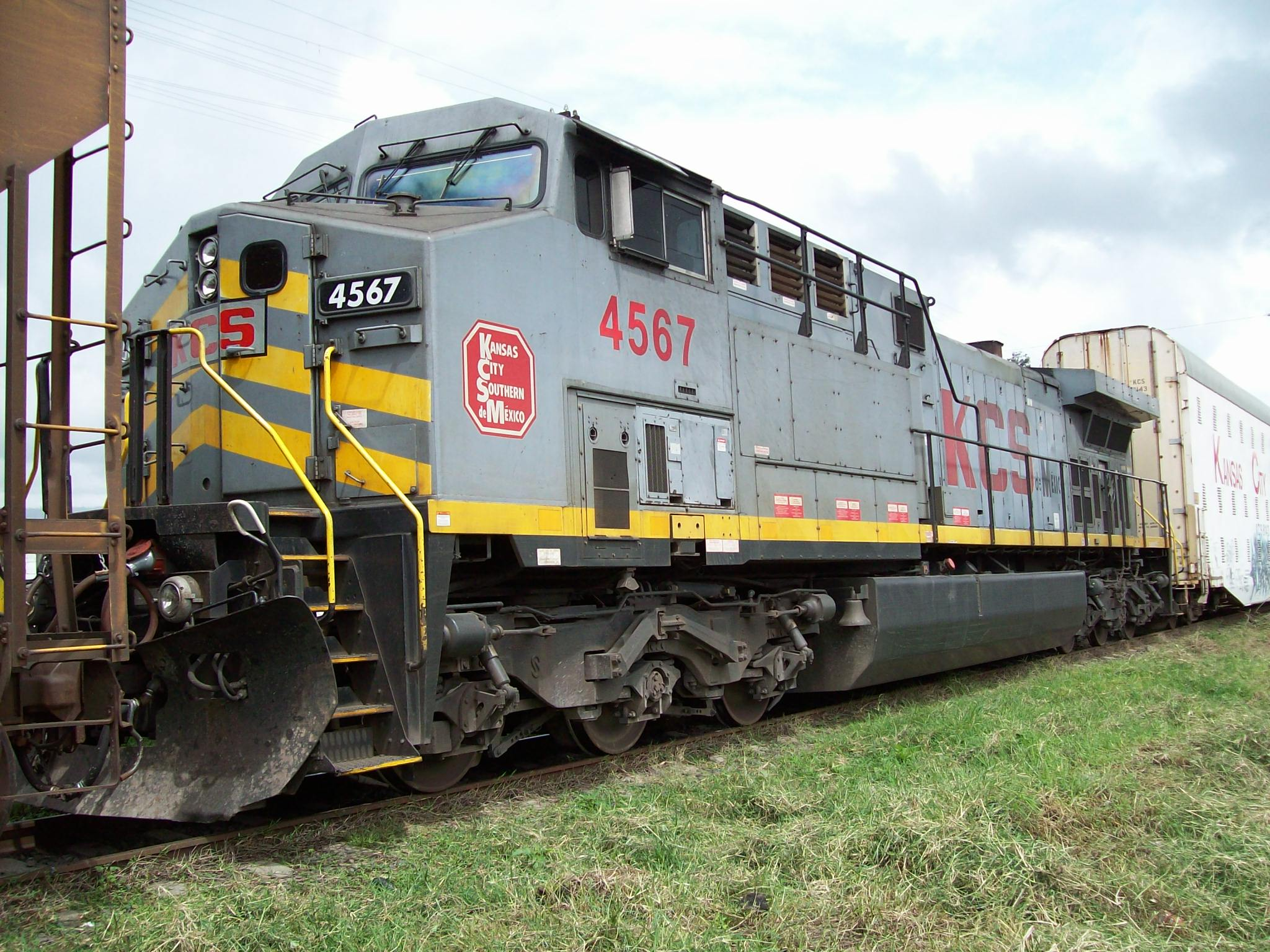
La GE AC4400CW N° 4567 del KCSM, cerca de la estación Caltzonzin